# Protesten na de Russische verkiezingen in 2011 en 2012
De protesten na de Russische verkiezingen in 2011 en 2012 begonnen als een reactie op de Russische parlementsverkiezingen van 2011, die door veel Russische en buitenlandse journalisten, politieke activisten en burgers werden beschouwd als een verkiezing met veel fraude. De eerste protestacties, die georganiseerd werden door de leiders van de Russische "niet-systemische oppositie" leidden tot de vrees voor een revolutie. Daardoor werden er door de Russische regering pro-regeringsdemonstraties georganiseerd, waar volgens Radio Free Europe deelnemers voor betaald kregen.

## Speelgoedprotest
In de Siberische stad Barnaoel werden in de aanloop naar de presidentsverkiezing en uit onvrede met de verkiezingsuitslag in 2011 eind januari en begin februari 2012 'speelgoeddemonstraties' georganiseerd, omdat regulier protest werd verboden door de lokale autoriteiten. Legopoppetjes, Playmobilpoppetjes en andere figuurtjes werden met minispandoekjes uitgerust waarop anti-regeringsleuzen werden geschreven. De poppetjes werden vervolgens in de openbare ruimte tentoongesteld. Op 10 februari 2012 werd ook deze vorm van protest verboden.

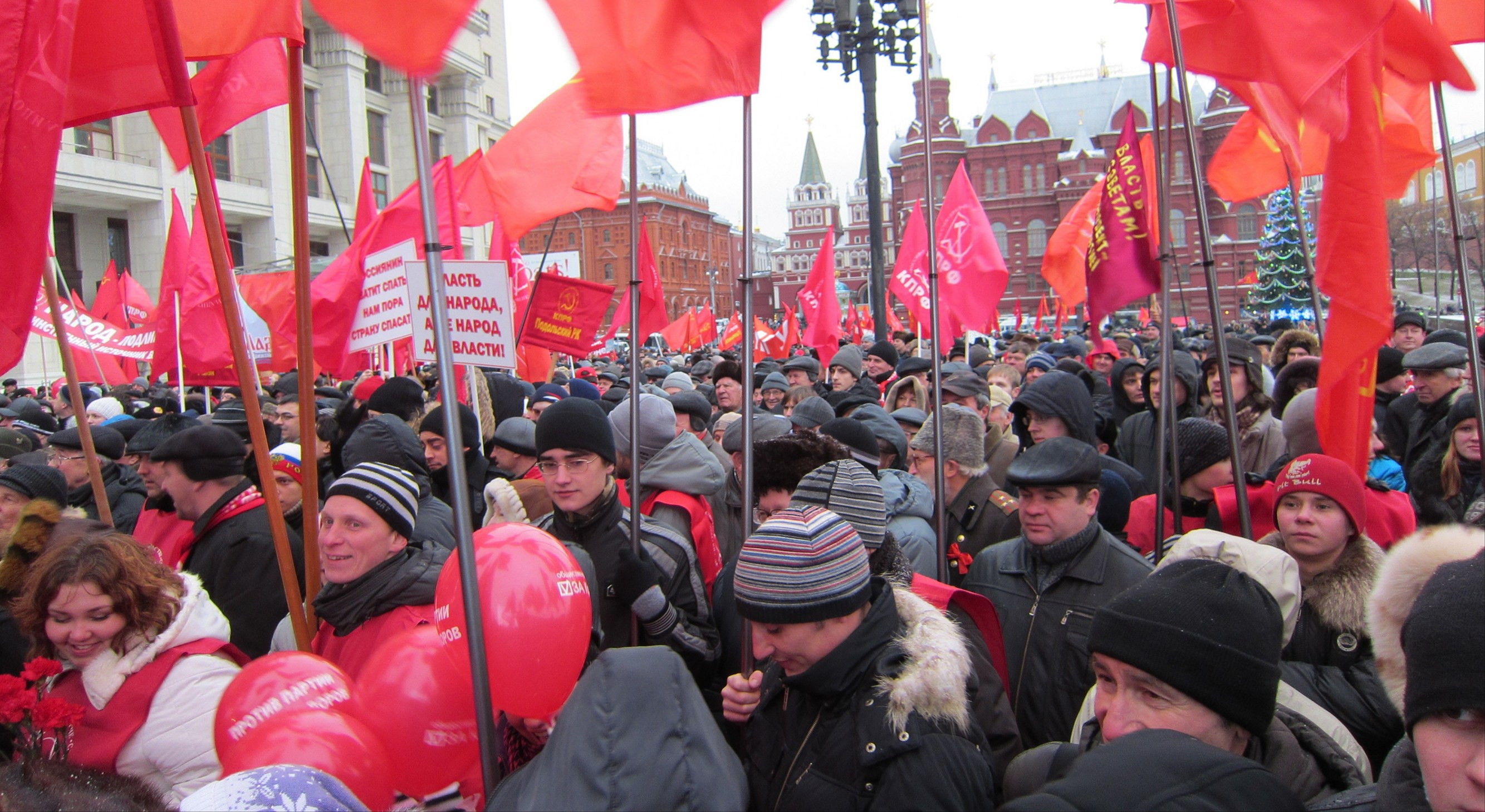
Communistische Partij van de Russische Federatie demonstratie bij het Manezhnaya-plein, Moskou, 18 december 2011